# Bahnstrecke Dalmose–Skælskør
| SNNB M 4 und SVJ 1 zwischen Skælskør und Dalmose |                      |                                           |                                           |
| Streckennetz der Insel Seeland |                      |                                           |                                           |
| Streckenlänge: | 11,5 km              |                                           |                                           |
| Spurweite: | 1435 mm (Normalspur) |                                           |                                           |
| Streckengeschwindigkeit: | 45 km/h              |                                           |                                           |
| |                      |                                           |                                           |
| \| \| \| Bahnstrecke Slagelse–Næstved von Slagelse \| \| \| \| 0,0 \| Dalmose \| Dalmose \| \| \| \| Bahnstrecke Slagelse–Næstved nach Næstved \| \| \| \| 3,3 \| Sønder Bjerge \| Sønder Bjerge \| \| \| 6,9 \| Tjæreby \| Tjæreby \| \| \| 11,5 \| Skælskør \| Skælskør \| \| \| \| Skælskør havnebane \| \| |                      |                                           |                                           |
| Strecke (außer Betrieb) |                      | Bahnstrecke Slagelse–Næstved von Slagelse | Bahnstrecke Slagelse–Næstved von Slagelse |
| Bahnhof (Strecke außer Betrieb) | 0,0                  | Dalmose                                   | Dalmose                                   |
| Abzweig geradeaus und nach links (Strecke außer Betrieb) |                      | Bahnstrecke Slagelse–Næstved nach Næstved | Bahnstrecke Slagelse–Næstved nach Næstved |
| Bahnhof (Strecke außer Betrieb) | 3,3                  | Sønder Bjerge                             | Sønder Bjerge                             |
| Bahnhof (Strecke außer Betrieb) | 6,9                  | Tjæreby                                   | Tjæreby                                   |
| Bahnhof (Strecke außer Betrieb) | 11,5                 | Skælskør                                  | Skælskør                                  |
| |                      | Skælskør havnebane                        |                                           |

Die Bahnstrecke Dalmose–Skælskør war eine normalspurige Eisenbahnstrecke auf der Insel Seeland in Dänemark. Sie führte vom Abzweigbahnhof Dalmose der Bahnstrecke Slagelse–Næstved nach Skælskør.

## Geschichte
Mit dem Eisenbahngesetz vom 12. April 1889 wurde die Errichtung einer Bahnstrecke von Slagelse nach Næstved beschlossen. Das Gesetz enthielt zudem eine Nebenstrecke von Dalmose nach Skælskør.
Drei Jahre später wurde die Strecke von Danske Statsbaner als Staatseisenbahn am 15. Mai 1892 eröffnet. Beim Bau wurden Schienen mit einem Metergewicht von 22,5 kg/m verwendet.
Die Einstellung der Strecke für den Personenverkehr erfolgte am 7. Oktober 1950. Am gleichen Tag wurden alle Zwischenstationen stillgelegt. Der Güterverkehr zum Endbahnhof und zum Hafen wurde bis 1975 aufrechterhalten.

## Betrieb
Für den Betrieb auf den beiden Strecken beschaffte die Det Sjællandske Jernbaneselskab 1891 die vier Schlepptenderlokomotiven SJS B85–B88 (ab 1893 DSB BS) und die Tenderlokomotiven SJS L91–L93 (ab 1893 DSB LS) von John Cockerill. Zwischen Dalmose und Skælskør fuhr nur die Baureihe BS bis etwa 1900. Ab 1896 verkehrten die P (I) 103, 104 und 126, zwischen 1898 und 1899 die Lokomotiven N (II) 186–188 und ab 1901 die SJS A1–A4 (ab 1893 DSB AS). Ab 1918 folgte die J (II) und um 1940 sind einzelne Einsätze der A notiert.
Im Jahr der Eröffnung verkehrten auf der Hauptstrecke von Slagelse nach Næstved vier Zugpaare täglich. Dazu fuhr jeweils ein Anschlusszug ab Dalmose. 1917 wurden nur noch drei Zugpaare gefahren, bis 1930 wurde das Angebot schrittweise auf acht Zugpaare ausgeweitet. Starker Rückgang des Verkehrs zwischen 1930 und 1932 führten erneut zu einer Angebotsverringerung, die sich 1933 mit vier Zugpaaren im Fahrplan niederschlägt.
Bis 1934 verkehrten alle Züge als gemischte Züge für Personen- und Güterbeförderung, ab 1923 einige einzelne dampfgeführte reine Personenzüge.
Ab 1934 bis 1940 fuhren Triebwagen die Personenzüge, danach wurden wieder Dampflokomotiven eingesetzt. Während des Zweiten Weltkrieges erfolgte eine erneute Verringerung, 1943 auf drei und 1945 auf zwei Züge an Werktagen. In den letzten Betriebsjahren waren täglich fünf bis sechs Züge auf der Strecke.
Für den Personenverkehr wurden zwei bis drei zweiachsige Personenwagen verwendet.
Der Güterverkehr stieg von der Eröffnung bis in die 1920er Jahre stetig an. Größter Kunde war der Hafen in Skælskør, zu dem nach Bedarf ohne festen Fahrplan Güterzüge gefahren wurden. In den 1930er Jahren wurde der Güterverkehr auf Triebwagenbetrieb umgestellt. Dazu wurden zwei kleine Benzin-Triebwagen MA oder ME (I) von Triangel des Betriebswerkes Næstved eingesetzt, die mit den Führerstandsseiten gekuppelt wurden und neben Reisenden zwei bis drei Güterwagen mitführen konnten. Während des Zweiten Weltkrieges wurden die Triebwagen wegen Benzinmangel abgestellt und die Güterwagen mit Dampflokomotiven befördert. Nach der Einstellung des Personenverkehrs wurden die Güterwagen mit einer in Dalmose stationierten Rangierlokomotive gefahren.

## Einrichtungen
Auf der kurzen Bahnstrecke fuhr immer nur ein einziger Zug, so dass die Sicherheitssysteme sehr einfach gehalten waren. In Skælskør war ein zweiständiger Lokschuppen vorhanden sowie ein Pferdestall für die Pferde, die den Rangierbetrieb erledigten.
Alle Bahnhofsgebäude der Strecke wurden von dem Architekten N.P.C. Holsøe entworfen. Am 23. Mai 1971 wurde der Bahnhof Dalmose geschlossen.

## Vorhandene Spuren
Erhalten sind die Bahnhofsgebäude in Sønder Bjerge, Tjæreby und Skælskør.

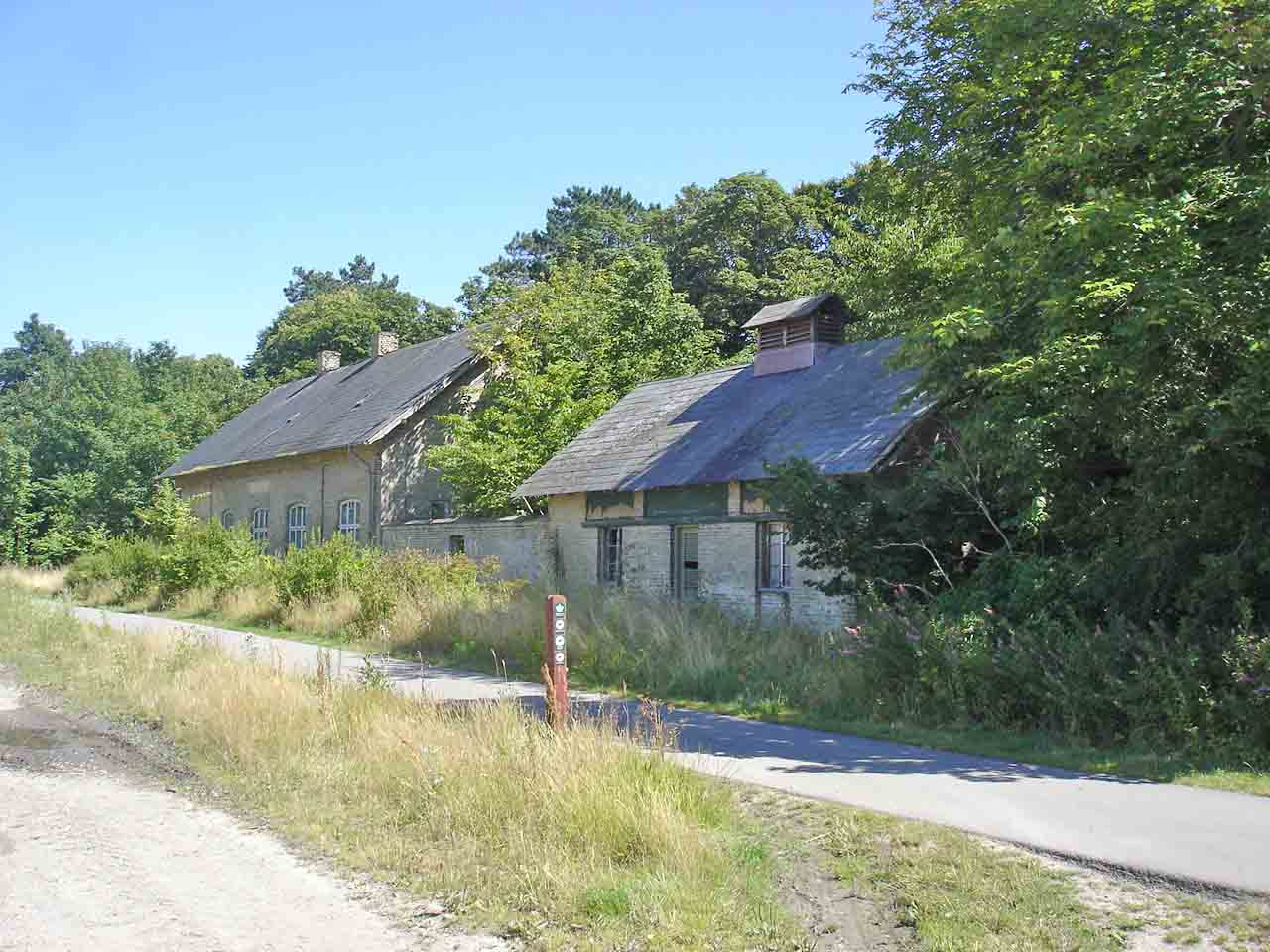
Sønder Bjerge
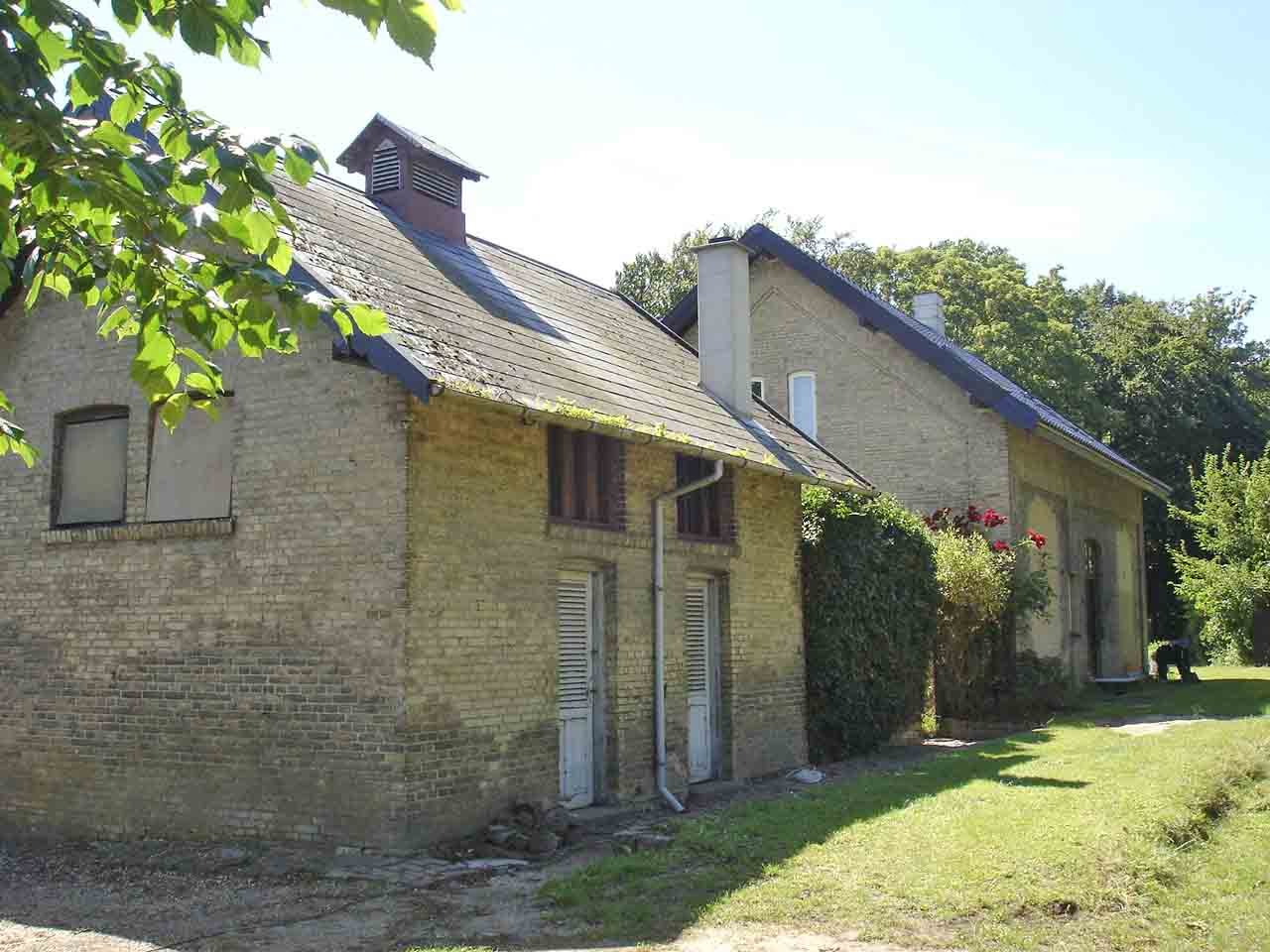
Tjæreby
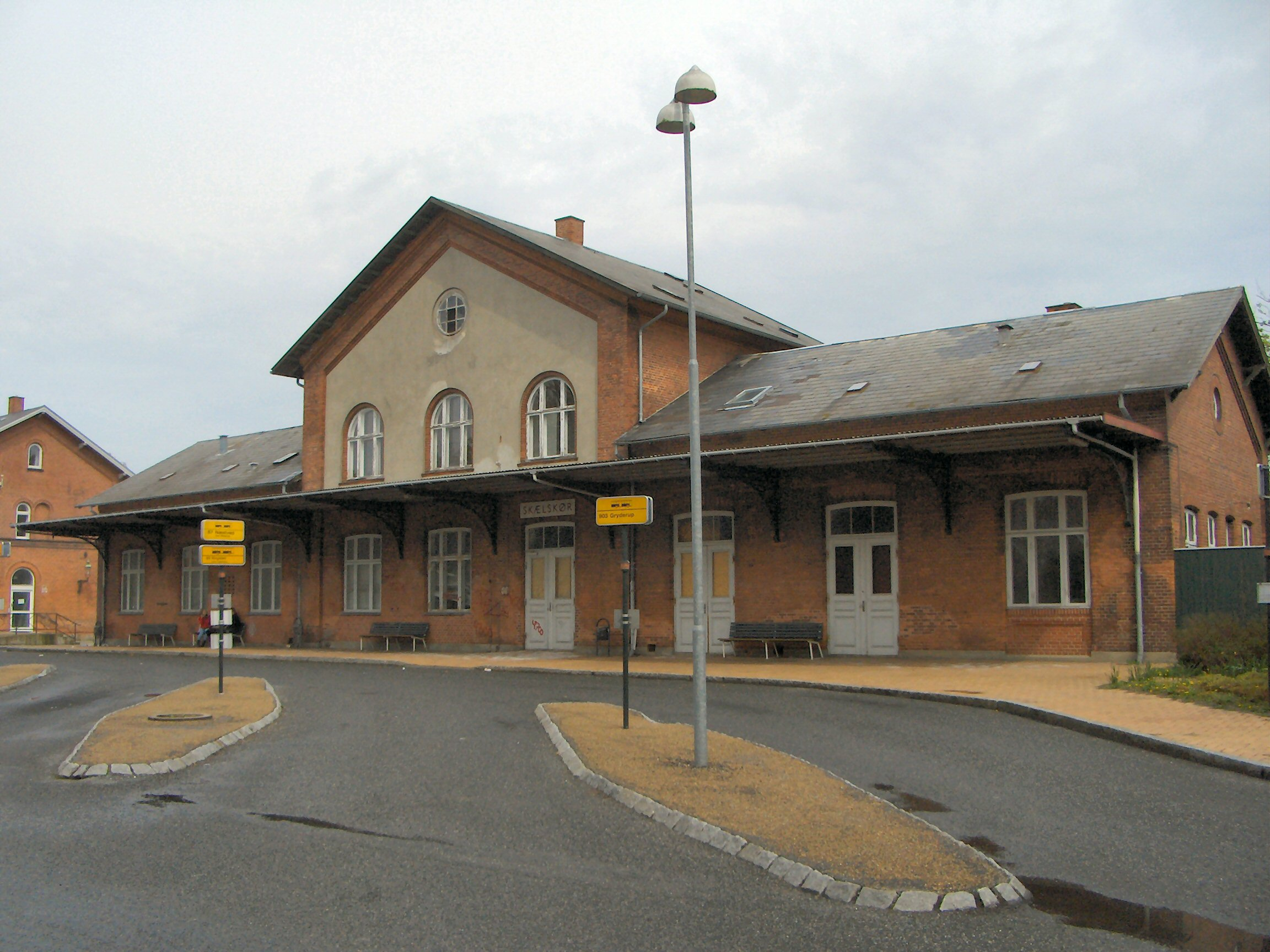
Skælskør

Ebenso ist der gesamte Bahndamm einschließlich der Hafenbahn erhalten.

## Museumsbahn
Nach der Einstellung des Güterverkehrs 1975 begannen Eisenbahnfreunde, Fahrzeuge von anderen stillgelegte Strecken zu sammeln und diese ab Skælskør einzusetzen. 1977 fuhr der erste Museumszug auf der Skælskørbane und 1978 wurde der Verein foreningen Dalmose Skælskør Banen (fDSB) gegründet. Der 1973 gegründete Verein Omstigningsklubben betrieb von 1975 bis 2011 mit vier Triebwagen aus Kopenhagen eine batteriebetriebene Straßenbahnlinie zwischen dem Lokschuppen und der Anlegestelle in Skælskør.
2009 übertrug Banedanmark die Strecke dem Skov- og Naturstyrelsen (deutsch Forst- und Naturschutzbehörde). 2011 wurden die Schienen vom größten Teil der Strecke entfernt, die Fahrten der Museumszüge mussten beendet werden. Die vorhandenen Straßenbahnfahrzeuge fuhren letztmals am 4. September 2011 und wurden am 1. Oktober 2011 dem Sporvejsmuseet Skjoldenæsholm übergeben. Zehn Kilometer der Strecke wurden asphaltiert und Teil des Rad- und Wanderweges Fodsporet (deutsch Fußspuren), der weitere Teile der ehemaligen Bahnstrecke Slagelse–Næstved umfasst. Neben dem Fußweg ist der Reitweg Dalmose–Tjæreby eingerichtet.